# Courtefontaine (Jura)
Courtefontaine é uma comuna francesa na região administrativa de Borgonha-Franco-Condado, no departamento de Jura. Estende-se por uma área de 13,64 km². Em 2010 a comuna tinha 267 habitantes (densidade: 19,6 hab./km²).